# Ronny’s Pop Show
Ronny’s Pop Show war eine 45-minütige Popmusiksendung mit aktuellen Videoclips, die von 1982 bis 1988 auf dem Sender ZDF lief. Die Sendung startete am 14. Juni 1982 und wurde ungefähr einmal im Monat gegen 19:30 Uhr ausgestrahlt, zum Start der Sendung am Montag und dann über Jahre jeweils am Mittwoch. Nach dem Ende der Sendungen wurde im April 1991 noch ein Special ausgestrahlt.
Moderiert wurde die Sendung zwischen den Videoclips augenscheinlich von Ronny, einem Schimpansen, der hinter einem Schreibtisch saß, eine Jeansjacke in Kindergröße 156 trug und sich meistens einen Telefonhörer ans Ohr hielt. Die Sendung enthielt ebenfalls kurze Sketche, in denen Schimpansen die Rollen übernahmen. Synchronisiert wurden die Affen von Otto Waalkes, von dem auch die Idee zu der Sendung stammte, und der Regie führte. Für die Produktion der Sendung war die Rüssl Audio-Video GmbH verantwortlich.
Waalkes hatte den Affen bei Adrians Schimpansenrevue im Hansa-Theater in Hamburg entdeckt.
Parallel zur Sendung erschienen mehr als 30 Musikalben mit den Hits aus der Sendung und dem Schimpansen Ronny auf dem Cover.
Am 5. Januar 2017 wurde die Sendung bei RTL Nitro für ein Jahr neu aufgelegt. Die Neuauflage wurde von einer vom Puppenspieler Martin Reinl geführten und gesprochenen Schimpansenpuppe moderiert.